# Matthew Turner (scacchista)
Matthew J. Turner (11 dicembre 1975) è uno scacchista scozzese.
Ha ottenuto il titolo di Maestro Internazionale nel 1994 e di Grande Maestro nel 2002.
Nel gennaio 2012 si è trasferito dalla Federazione inglese alla Federazione scozzese.

## Principali risultati
Nel 1988 ha vinto (ex æquo con Simon Ansell) il campionato britannico U13.
Due volte vincitore del campionato scozzese (2016 e 2019).
Nel 1994 ha vinto il torneo Masters di Oakham, nel 1996 e 1999 ha vinto il torneo di
Witley, nel 2000 ha vinto (ex æquo con Aaron Summerscale) il torneo di Newport.
Nel 2008 è stato =2°-3° con Vitalj Kunin e Simen Agdestein (dietro a Igor Kurnosov) nell'Arctic Chess Challenge di Tromsø.
Ha ottenuto il suo massimo rating FIDE in gennaio 2018, con 2545 punti Elo.
Nella lista FIDE del luglio 2022 è al secondo posto (dietro a Jacob Aagaard) tra i giocatori scozzesi, con 2469 punti Elo.